# Död amazon
"Död amazon" är en dikt av Hjalmar Gullberg, i vilken han hyllar den för tiden nyligen avlidna vännen och kollegan Karin Boye (1900–1941). Dikten ingår i samlingen Fem kornbröd och två fiskar (1942) men publicerades ursprungligen i BLM i maj 1941. Dikten handlar om nazisternas invasion av Grekland och Karin Boyes död.

## Bakgrund
Bakgrunden till dikten är dels Tysklands invasion av Grekland i april 1941 och dels Karin Boyes självmord. Dessa två händelser utspelades samtidigt, och i texten berör Gullberg händelserna parallellt. Den 6 april 1941 invaderades Grekland av Tyskland och den 23 april begick Karin Boye självmord.
Karin Boye hade kopplingar till flera vänsterorganisationer som var kritiska till Nazityskland, och vid upprepade tillfällen hade hon offentligt tagit ställning mot nazismen. Tre månader innan sitt självmord deltog Karin Boye, tillsammans med Hjalmar Gullberg, Harry Martinson och Sigfrid Siwertz på en konferens i Köpenhamn där de läste texter till stöd för det ockuperade Danmark. De danska arrangörerna hade bett Boye att läsa ur sin nya dystopiska roman Kallocain, som beskriver ett totalitärt framtidsscenario. Karin läste högt ur Kallocain för en fullsatt läktare, och dagen efter sålde boken slut i hela Köpenhamn.
I Död amazon finns flera inslag av grekisk historia och mytologi. Exempelvis jämför Gullberg nazisternas intåg genom Thermopyle med det antika slaget vid Thermopyle 480 f.Kr., då den persiska armén ledd av Xerxes I led stora förluster mot de grekiska soldaterna, ledda av Leonidas. Både Karin Boye och Hjalmar Gullberg hade starka kopplingar till Grekland, genom studier och arbete. Gullberg, som var beläst i grekisk historia, hade vid ett flertal tillfällen besökt Grekland och arbetade under många år med att översätta grekiska dramer. Boye var skolad i både det grekiska språket och grekisk historia, och därtill hade hon 1938 rest till Aten, något som skildras i Resedagbok i Grekland.

## Text
Svärd som fäktar mot övermakten,
du skall brytas och sönderslås!
Starka trupper har enligt T. T.
nått Thermopyle, Greklands lås.
Fyrtiåriga Karin Boye
efterlyses från Alingsås.

Mycket mörk och med stora ögon;
klädd i resdräkt när hon försvann.
Kanske söker hon bortom sekler,
dit en spårhund ej vägen fann,
frihetspasset där Spartas hjältar
valde döden till sista man.

Ej har Nike med segerkransen
krönt vid flöjtspel och harposlag
perserkonungen, jordens gissel.
Glömd förvittrar hans sarkofag.
Hyllningskören skall evigt handla
om Leonidas’ nederlag.

För Thermopyle i vårt hjärta
måste några ge livet än.
Denna dag stiger ner till Hades,
följd av stolta hellenska män,
mycket mörk och med stora ögon
deras syster och döda vän.